# Мельбурн
Ме́льбурн (англ. Melbourne /ˈmɛlbə(r)n/, местное произношение также [ˈmælbən, -bn̩]) — второй по величине город Австралии после Сиднея, столица штата Виктория, расположившаяся вокруг залива Порт-Филлип. Численность населения с пригородами составляет около 5 159 211 человек (перепись 2020 года).
Мельбурн — самый южный город-миллионер в мире.
Город считается одним из основных коммерческих, промышленных и культурных центров Австралии. Мельбурн также часто называют «спортивной и культурной столицей» страны, так как в нём проходят многие спортивные и культурные события в жизни Австралии. Город знаменит своим сочетанием викторианской и современной архитектур, многочисленными парками и садами, многоликим и многонациональным населением. В 1956 году Мельбурн принимал у себя летние Олимпийские игры, а в 2006 году — Игры Содружества. Здесь же в 1981 году проходила встреча глав государств Британского Содружества наций, а в 2006 году — саммит G20.
В 2017 году журнал The Economist седьмой раз подряд назвал Мельбурн самым комфортным для проживания городом планеты по совокупности признаков.
Мельбурн был основан свободными поселенцами в 1835 году как сельскохозяйственное поселение на берегу реки Ярры (это произошло спустя 47 лет после появления первого европейского поселения в Австралии). Благодаря золотой лихорадке в этом штате, город быстро превратился в метрополию и стал к 1865 году самым крупным и важнейшим городом Австралии, но уже в начале XX века он уступил пальму первенства Сиднею.
В период с 1901 года, когда была образована Федерация Австралии, и до 1927 года, когда для столичных нужд была построена Канберра, в Мельбурне располагались австралийские правительственные учреждения.

## История

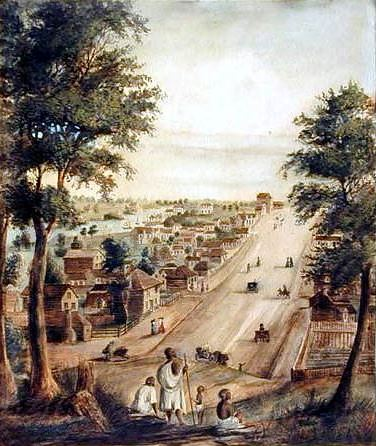
Вид Мельбурна, 1839 год

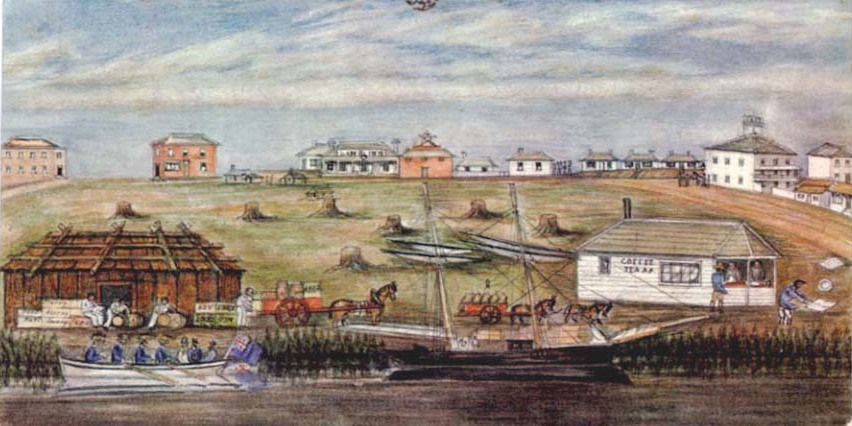
Причал в Мельбурне, 1840 год; акварель

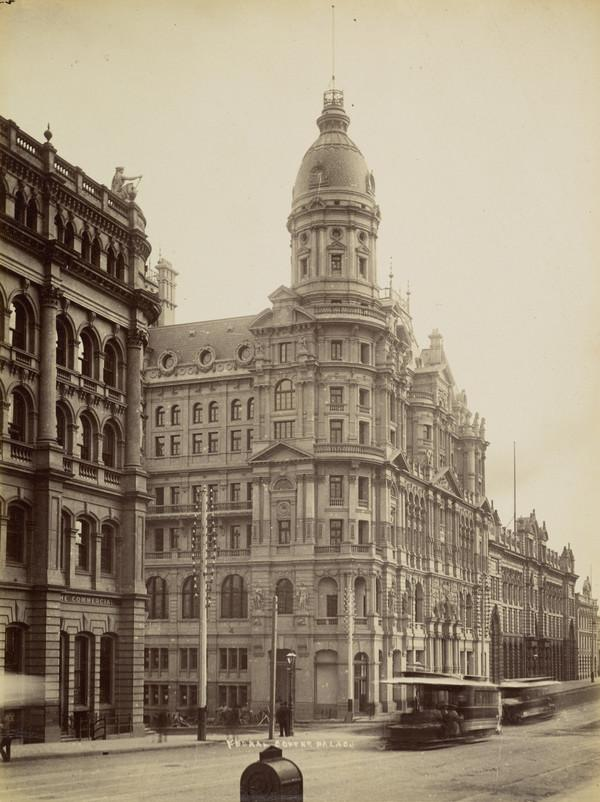
Federal Coffee Palace, гостиница для трезвости, была построена во время бума золотой лихорадки в Мельбурне. Он был снесен в 1970-х годах

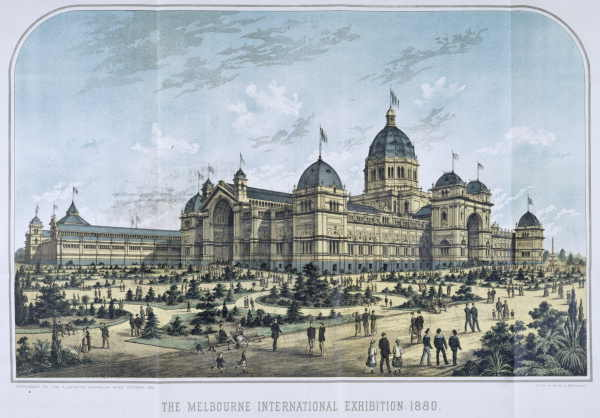
Литография Королевского выставочного центра, построенного специально для проведения Всемирной выставки 1880 года. Впоследствии в его здании было проведено ещё несколько подобных мероприятий, а также открытие первого парламента Австралии

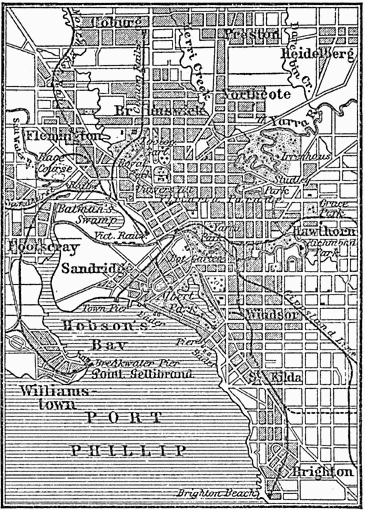
Карта Мельбурна 1888 года

Железнодорожная станция Флиндерс-Стрит, на пересечении улиц Флиндерс-Стрит и Свенстон, 1927 год. В этот период это была станция с самым большим количеством пассажиров в мире

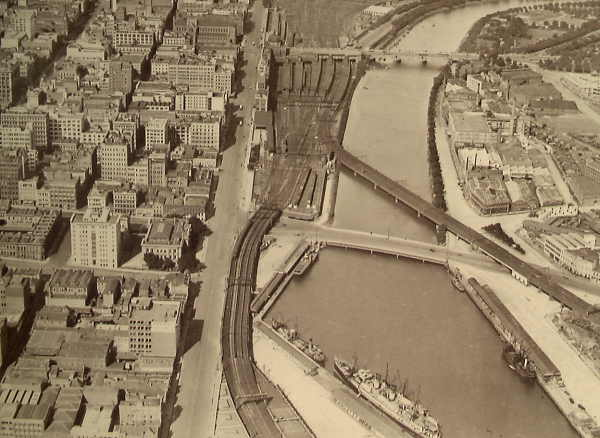
Фотография Мельбурна и реки Ярра, которая была в то время главной транспортной артерией города, 1928 год

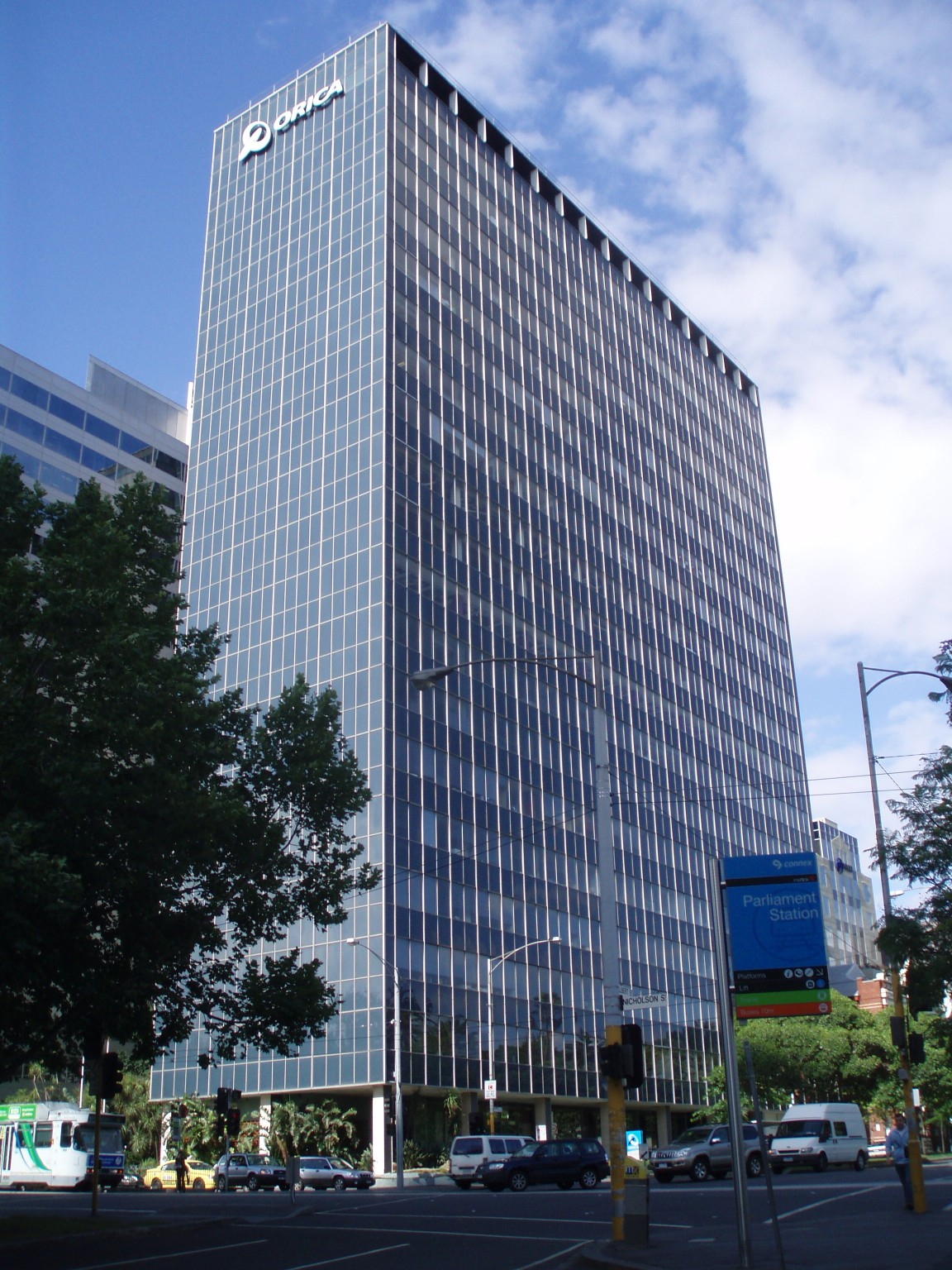
Офисное здание ICI House, строительство которого было начато в 1955 году, продемонстрировало огромное желание города принять у себя летние Олимпийские игры 1956 года

Территория, прилегающая к реке Ярра и заливу Порт-Филлип, на которой в настоящее время располагается Мельбурн, до прихода европейцев была населена представителями племени австралийских аборигенов вурунджери. Принято считать, что аборигены проживали в этой местности, по меньшей мере, 40 тыс. лет. Первая попытка основать здесь европейскую колонию была предпринята англичанами в 1803 году, когда они образовали каторжное поселение в районе Салливан-Бей, однако это поселение было покинуто спустя всего несколько месяцев.
В мае и июне 1835 года территория, на которой сейчас располагается центральная и северная части города, была обследована Джоном Бэтманом, одним из основателей Ассоциации Порт-Филлип, который заключил с восемью вождями племени вурунджери договор о продаже 600 000 акров (2400 км²) прилегающей земли. Он выбрал для поселения северный берег Ярры и объявил, что «на этом месте будет построена деревня», после чего вернулся в город Лонсестон в Тасмании, носившей тогда название «Земля Ван-Димена». Однако, когда поселенцы, посланные Ассоциацией, прибыли на место для основания деревни, они обнаружили, что здесь уже существовало поселение, образованное группой людей во главе с Джоном Паскоу Фокнером, которые прибыли сюда на борту корабля «Энтерпрайз» 30 августа 1835 года. В конце концов, обе группы пришли к соглашению о совместном освоении территории. Договор, который заключил Бэтман с аборигенами, был вскоре отменён администрацией Нового Южного Уэльса, управлявшей в то время территорией всей континентальной Австралии. Это означало, что земля переходит в собственность Короны, однако права людей, проживавших здесь, были закреплены, и вновь образованному городу было дано право на существование.
В 1836 году губернатор Бурк объявил город административным центром округа Порт-Филлип, входившего в состав колонии Новый Южный Уэльс, а в 1837 году утвердил первый план города, известный под названием «План Ходдла». В конце того же года городу было дано окончательное название — Мельбурн, в честь премьер-министра Великобритании, Уильяма Лэма, 2-го виконта Мельбурн, чьё родовое имение располагалось в местечке Мелборн, Дербишир, Англия. Мельбурн был объявлен городом после оглашения 25 июня 1847 года жалованной грамоты королевы Виктории.
Когда штат Виктория получил статус независимой колонии в 1851 году, Мельбурн стал его столицей. С момента открытия золота в штате в 1850-х годах и начала золотой лихорадки город начал стремительно развиваться, обеспечивая регион всем необходимым и служа основным портом юго-востока Австралии. Во время бурного развития Мельбурна в 1850-х и 1860-х годах были построены многие наиболее известные городские здания, такие как: здание парламента Виктории, здание казначейства, Государственная библиотека, Верховный суд, университет, центральная почта, здание правительства, а также соборы Святого Павла и Святого Патрика. Центральные городские кварталы были хорошо спланированы, в городе были проложены многочисленные бульвары и разбиты сады и парки. В эти годы Мельбурн стал основным финансовым центром страны: в нём расположились штаб-квартиры нескольких важнейших банков. В 1861 году в городе была образована первая в Австралии фондовая биржа.
К 1880-м годам бурное развитие Мельбурна продолжилось. Город стал одним из крупнейших городов Британской империи, одновременно считаясь одним из богатейших городов мира. В эти годы процветания Мельбурн принял у себя несколько международных выставок в специально для этих целей построенном Выставочном центре. Один из журналистов, посетивший город в 1885 году, назвал город «Изумительный Мельбурн». Эта фраза прижилась, и город продолжают называть так на протяжении всего XX столетия. Бурное городское строительство привело к буму, который достиг своей кульминации в 1888 году. В это время цены на недвижимость подогревались оптимистическими прогнозами промышленного развития. В результате было построено большое количество высотных зданий, офисов, «кофейных дворцов», доходных домов. Далеко не все они сохранились в результате последующего развития города, застройки современными высотными зданиями, а также после сноса многих зданий той эпохи из-за ужесточения правил противопожарной безопасности. Однако, несмотря на это, Мельбурн до сих пор знаменит своей Викторианской архитектурой. Этот период также характеризуется широким развитием общественного транспорта и, в частности, сети радиальных трамвайных путей.
Период процветания пришёл к концу, когда в 1891 году в городе начался сильнейший экономический кризис, который привёл городские финансы к полному хаосу: в этот период в Мельбурне закрылось 16 небольших банков и инвестиционных сообществ, а 133 компании объявили о своей ликвидации. Мельбурнский финансовый кризис послужил толчком для начала экономического кризиса во всей Австралии, который продолжался в течение всех 90-х годов XIX века, а также Австралийского банковского кризиса 1893 года. Эффект, который депрессия оказала на экономику города, трудно переоценить. И хотя город продолжал медленно развиваться, последствия кризиса сказывались на протяжении первых десятилетий XX века.
С момента образования Австралии как независимого государства 1 января 1901 года Мельбурн был объявлен временной столицей страны. Первый федеральный парламент начал свои заседания в здании Королевского выставочного центра с 9 мая 1901 года.
Правительство Австралии переместилось в Канберру в 1927 году, однако Мельбурн продолжал оставаться резиденцией генерал-губернатора Австралии вплоть до 1930 года. Многие важнейшие государственные институты оставались в Мельбурне на протяжении всего XX века.
Город был штаб-квартирой объединённых войск союзников во главе с американским генералом Дугласом Макартуром на тихоокеанском театре во время Второй мировой войны с 1942 по 1944 года. В военный период промышленность Мельбурна получила многочисленные военные заказы, что превратило город в основной промышленный центр Австралии. После войны город продолжил расти быстрыми темпами благодаря в основном резко возросшей иммиграции, а также престижу города как организатора летних Олимпийских игр 1956 года. В последующие десятилетия активно развивалась сеть автострад, а значительное увеличение личного автомобильного парка позволила развивать прилегающие к городу районы. Центральная часть Мельбурна стала более современной благодаря претворению в жизнь многочисленных проектов по модернизации городской инфраструктуры. Начало экономического подъёма и развития горнодобывающей отрасли в конце 60-х — начале 70-х годов XX века благотворно отразилось на городе. В Мельбурн были перенесены головные офисы многих крупнейших компаний, а также Австралийский резервный банк. Город оставался финансовой и деловой столицей Австралии до конца 70-х годов, после чего, однако, он стал постепенно уступать лидирующие позиции Сиднею.
Экономика Мельбурна сильно пострадала во время экономического спада в Виктории между 1989 и 1992 годами. В этот период прекратили своё существование многие экономические институты города. В 1992 году к власти пришла правительственная коалиция, возглавляемая Джефом Кеннеттом. Новая администрация начала кампанию по обновлению экономики города, были запущены многочисленные инвестиционные проекты, началась кампания по развитию Мельбурна в качестве туристического центра. В городе были проведены многие всемирно известные фестивали и мероприятия, такие как этап Формулы 1. Крупными проектами этого периода были работы по реконструкции и строительства музея Мельбурна, площади Федерации, Мельбурнского центра выставок и собраний, Краун-Казино, Сити-Линк (платное шоссе, проходящее по центру города). Одновременно была проведена приватизация некоторых объектов инфраструктуры Мельбурна, включая системы электроснабжения и общественного транспорта, а также изменены системы финансирования многих общественных сфер, в том числе, здравоохранения и образования.
Начиная с 1997 года, в Мельбурне наблюдается значительный рост населения и рабочих мест. В развитие города, прежде всего в промышленность и рынок недвижимости, вкладываются значительные международные инвестиции. Согласно данным 2006 года Статистического бюро Австралии, Мельбурн с 2000 года занимает первое место среди крупнейших городов Австралии по показателям экономического роста и прироста населения.

## География

### Топография

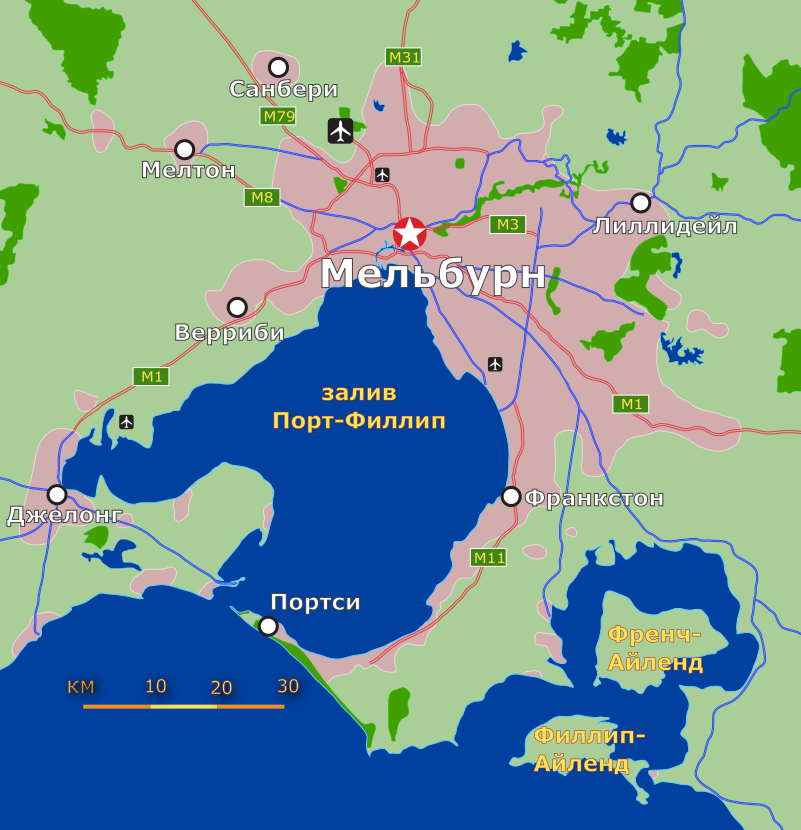
Карта Большого Мельбурна

Мельбурн располагается на юго-восточной оконечности материковой части Австралии. Геологически город стоит на месте схождения полей четвертичной лавы на западе, аргиллита силурийского периода на востоке и отложений песчаника периода голоцена на юго-востоке вдоль залива Порт-Филлип.
Восточная часть Мельбурна расположена на берегах реки Ярра и вдоль её долины, тянущейся от побережья залива Порт-Филлип до гор Данденонг и Ярра. В северном направлении город тянется вдоль долины, образованной притоками Ярры (реками Муни-Пондс-Крик, Мерри-Крик и Пленти), и заканчивается отдалёнными районами Крейгибурн и Уитлси. В южном и юго-восточном направлении Мельбурн протянулся вдоль побережья залива Порт-Филлип и гор Данденонг. Затем городские районы поворачивают на юг, следуя берегу залива, и достигают реки Паттерсон-Ривер и полуострова Морнингтон. Разросшийся в этом направлении Мельбурн поглотил город Фрэнкстон и достиг почти самой оконечности полуострова Морнингтон в местечке Портси. На западе Мельбурн простирается вдоль долины реки Мэрибернонг и её притоков вплоть до подножья гор Македон, а также по относительно ровным полям застывшей лавы вдоль Мелтона на западе, Верриби у подножия вулканических холмов Ю-Янг и Джилонга на юго-западе.
Крупнейшие пляжи Мельбурна располагаются по берегам залива Порт-Филлип вдоль юго-восточных районов города, таких как Порт-Мельбурн, Альберт-Парк, Сент-Килда, Илвуд, Брайтон, Сэндринхем, Ментон и Франкстон, однако и в западных районах Альтона и Уильямстаун есть свои пляжи. Ближайшие пляжи, пригодные для сёрфинга, располагаются примерно в 85 километрах от центральной части города в районах Рай, Сорренто и Портси.

### Климат
| Показатель                                                      | Янв. | Фев. | Март | Апр. | Май  | Июнь | Июль | Авг. | Сен. | Окт. | Нояб. | Дек. | Год   |
| --------------------------------------------------------------- | ---- | ---- | ---- | ---- | ---- | ---- | ---- | ---- | ---- | ---- | ----- | ---- | ----- |
| Абсолютный максимум, °C                                         | 45,6 | 46,4 | 41,7 | 34,9 | 28,7 | 22,4 | 23,1 | 26,5 | 31,4 | 36,9 | 40,9  | 43,7 | 46,4  |
| Средний суточный максимум, °C                                   | 25,9 | 25,8 | 23,9 | 20,3 | 16,7 | 14,0 | 13,4 | 15,0 | 17,2 | 19,7 | 21,9  | 24,2 | 19,8  |
| Средняя температура, °C                                         | 20,1 | 20,2 | 18,6 | 15,6 | 12,7 | 10,5 | 9,7  | 10,9 | 12,6 | 14,6 | 16,6  | 18,6 | 15,0  |
| Средний суточный минимум, °C                                    | 14,3 | 14,6 | 13,2 | 10,8 | 8,6  | 6,9  | 6,0  | 6,7  | 8,0  | 9,5  | 11,2  | 12,9 | 10,2  |
| Абсолютный минимум, °C                                          | 5,5  | 4,5  | 2,8  | 1,5  | −1,1 | −2,2 | −2,8 | −2,1 | −0,5 | 0,1  | 2,5   | 4,4  | −2,8  |
| Норма осадков, мм                                               | 47,7 | 47,4 | 50,4 | 57,1 | 55,7 | 49,1 | 47,6 | 50,2 | 58   | 66,4 | 60,1  | 59,3 | 589,7 |
| Температура воды, °C                                            | 22   | 21   | 21   | 20   | 19   | 18   | 16   | 16   | 17   | 18   | 20    | 21   | 19    |
| Источник: Австралийское бюро метеорологии, Туристический портал |      |      |      |      |      |      |      |      |      |      |       |      |       |

| Климатограмма Мельбурна                                               | Климатограмма Мельбурна | Климатограмма Мельбурна | Климатограмма Мельбурна | Климатограмма Мельбурна | Климатограмма Мельбурна | Климатограмма Мельбурна | Климатограмма Мельбурна | Климатограмма Мельбурна | Климатограмма Мельбурна | Климатограмма Мельбурна | Климатограмма Мельбурна |
| --------------------------------------------------------------------- | ----------------------- | ----------------------- | ----------------------- | ----------------------- | ----------------------- | ----------------------- | ----------------------- | ----------------------- | ----------------------- | ----------------------- | ----------------------- |
| Я                                                                     | Ф                       | М                       | А                       | М                       | И                       | И                       | А                       | С                       | О                       | Н                       | Д                       |
| 48 25,8 14,2                                                          | 48 25,8 14,5            | 50 23,8 13,2            | 58 20,3 10,7            | 56 16,7 8,6             | 49 14 6,9               | 48 13,4 6               | 50 14,9 6,6             | 59 17,2 7,9             | 67 19,6 9,5             | 60 21,9 11,1            | 59 24,2 12,9            |
| Температура в °C • Сумма осадков в мм Источник: Bureau of Meteorology |                         |                         |                         |                         |                         |                         |                         |                         |                         |                         |                         |

Мельбурн расположен в зоне умеренного морского климата по классификации Кёппена и известен частыми и неожиданными переменами погоды. Это связано с тем, что Мельбурн в основном расположен на равнине, которую с одной стороны обрамляют горы Данденонг, а с другой она граничит с водами залива Порт-Филлип. Это создает условия, когда воздушные массы с моря и гор постоянно сменяют друг друга, делая погоду в городе очень переменчивой. Выражение «четыре сезона за один день» стало визитной карточкой города.
Зимняя температура в Мельбурне, как правило, ниже, чем в остальных столичных городах материковой Австралии. Абсолютный минимум температур был зафиксирован в центральной части города 21 июля 1869 года, когда она составила минус 2,8 °C. Снегопады в Мельбурне, тем не менее, бывают крайне редко. Последний был зафиксирован в центре города 10 августа 1986 года. В предгорных районах на востоке Мельбурна снег выпадает чаще. Последние снегопады в районе горы Данденонг были зафиксированы 10 августа 2005 года, 15 ноября 2006 и 25 декабря 2006. Гораздо чаще в городе можно увидеть иней и туман.
Весной погода в Мельбурне в основном тёплая, и этот период года характеризуется малым количеством осадков. Город также известен очень жарким и засушливым летом. В это время года температура нередко поднимается выше 40 °C. Самая высокая температура 46,4 °C была зафиксирована в городе 7 февраля 2009 года.
Несмотря на то, что климат Мельбурна считается умеренным, город нередко становился свидетелем необычных и порой даже экстремальных явлений природы. В 1891 году Мельбурн испытал сильнейшее наводнение, во время которого Ярра разлилась до 305 метров в ширину. В 1897 году сильнейший пожар уничтожил целый городской квартал между улицами Флиндерс-Стрит и Флиндерс-Лейн, Суонстон-Стрит и Элизабет-Стрит. В 1908 году город испытал сильную жару. 2 февраля 1918 года самое сильное торнадо, когда-либо случавшееся в крупнейших австралийских городах, прошло через Брайтон, один из приморских районов Мельбурна. Оно стало известно в современной истории Австралии как торнадо «Брайтон», и оценивается как явление класса F3 по шкале Фуджита. 13 января 1939 года в городе была зафиксирована высокая температура 45,6 °C, которая имела место во время четырёхдневного периода сильной жары, наблюдавшейся по всей стране. Одним из последствий этого явления стала так называемая «Чёрная Пятница», во время которой выгорели целые посёлки, окружавшие Мельбурн (в настоящее время они являются районами города). В 1951 году в Мельбурне был зафиксирован снегопад, покрывший центральную часть города и прилегающие к нему районы глубоким слоем снега. В феврале 1972 года в Мельбурне случилось сильное наводнение, в результате которого улица Элизабет-Стрит превратилась в сплошной поток.
8 февраля 1983 года город накрыла пылевая буря, 16 февраля 1983 Мельбурн был окружён лесными пожарами, которые считаются самыми сильными пожарами в истории Австралии XX века (это явление вошло в историю как «Среда Пепла»).
Ураганы большой силы наблюдались в городе в январе 2004 и феврале 2005.
9 декабря 2006 года из-за лесных пожаров вокруг Мельбурна в городе наблюдался самый сильный смог за всю историю города. В этот момент видимость в центральной части Мельбурна составляла не более 200 метров.
В 2008 году Мельбурн настигли очередная засуха и связанные с ней пожары.

## Демография

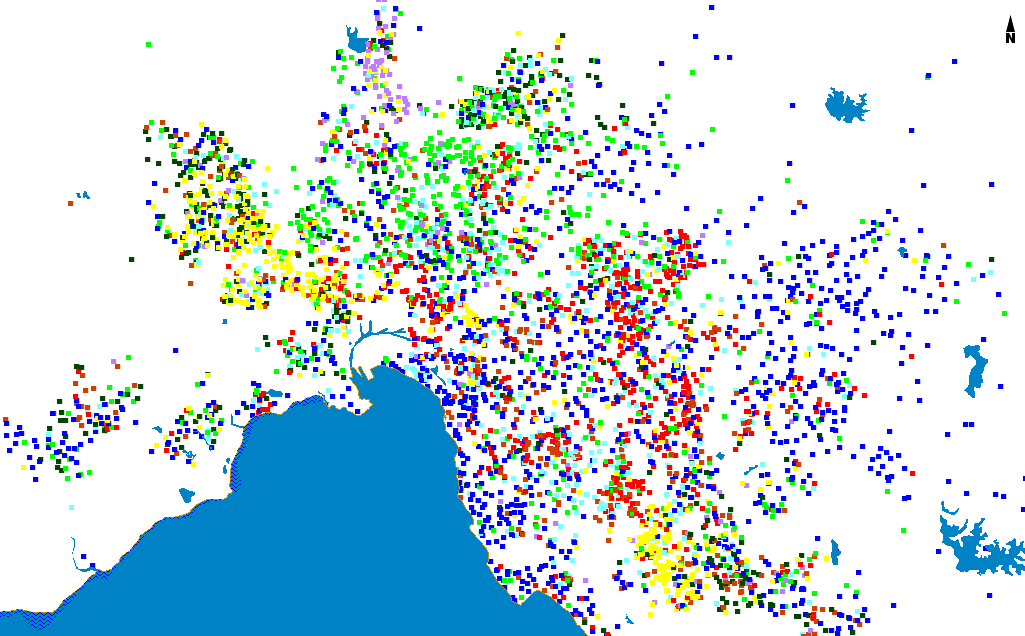
Демографическая карта Мельбурна. Каждая точка на карте соответствует 100 людям, родившимся в Великобритании (тёмно-синий цвет), Греции (светло-синий), Китае (красный), Индии (коричневый), Вьетнаме (жёлтый), Турции (пурпурный), Италии (светло-зелёный) и (бывшие республики) Югославии (тёмно-зелёный). Карта основана на данных переписи 2006 года.

Современный Мельбурн представляет собой многонациональное и мультикультурное сообщество. Почти четверть населения штата Виктория составляют люди, родившиеся за пределами Австралии, и Мельбурн является местом проживания для выходцев из 233 стран, которые говорят на 180 языках и проповедуют 116 различных религий. В городе располагается вторая по величине азиатская община в Австралии, в состав которой входят крупнейшие вьетнамская, индийская и шри-ланкийская общины в стране.
Первыми людьми, населявшими территорию современного Мельбурна, были австралийские аборигены, в частности, представители племён банаронг, вурунджери и ватаронг. И в настоящее время город является важным центром жизни аборигенов. Общая численность коренных жителей Австралии составляет в Мельбурне более 20 000 человек (0,6 % населения города).
Первыми европейскими жителями города были англичане и ирландцы. Именно к ним принадлежали все первые поселенцы, прибывшие в штат Виктория во время золотой лихорадки и составлявшие большинство иммигрантов вплоть до начала Второй мировой войны. Открытие золота и начало золотой лихорадки в 50-х годах XIX века послужило началом бурного развития Мельбурна. В течение первых нескольких месяцев с момента открытия золота в Виктории население Мельбурна увеличилось почти на 75 %, с 25 тысяч до 40 тысяч. Этот рост продолжался, не снижаясь, на протяжении последующих десятилетий, и уже к 1865 году Мельбурн обогнал Сидней по численности населения. В последующие годы золотой лихорадки в Викторию и Мельбурн стали прибывать значительные группы выходцев из Китая, Германии и Соединённых Штатов.

### Послевоенная иммиграция

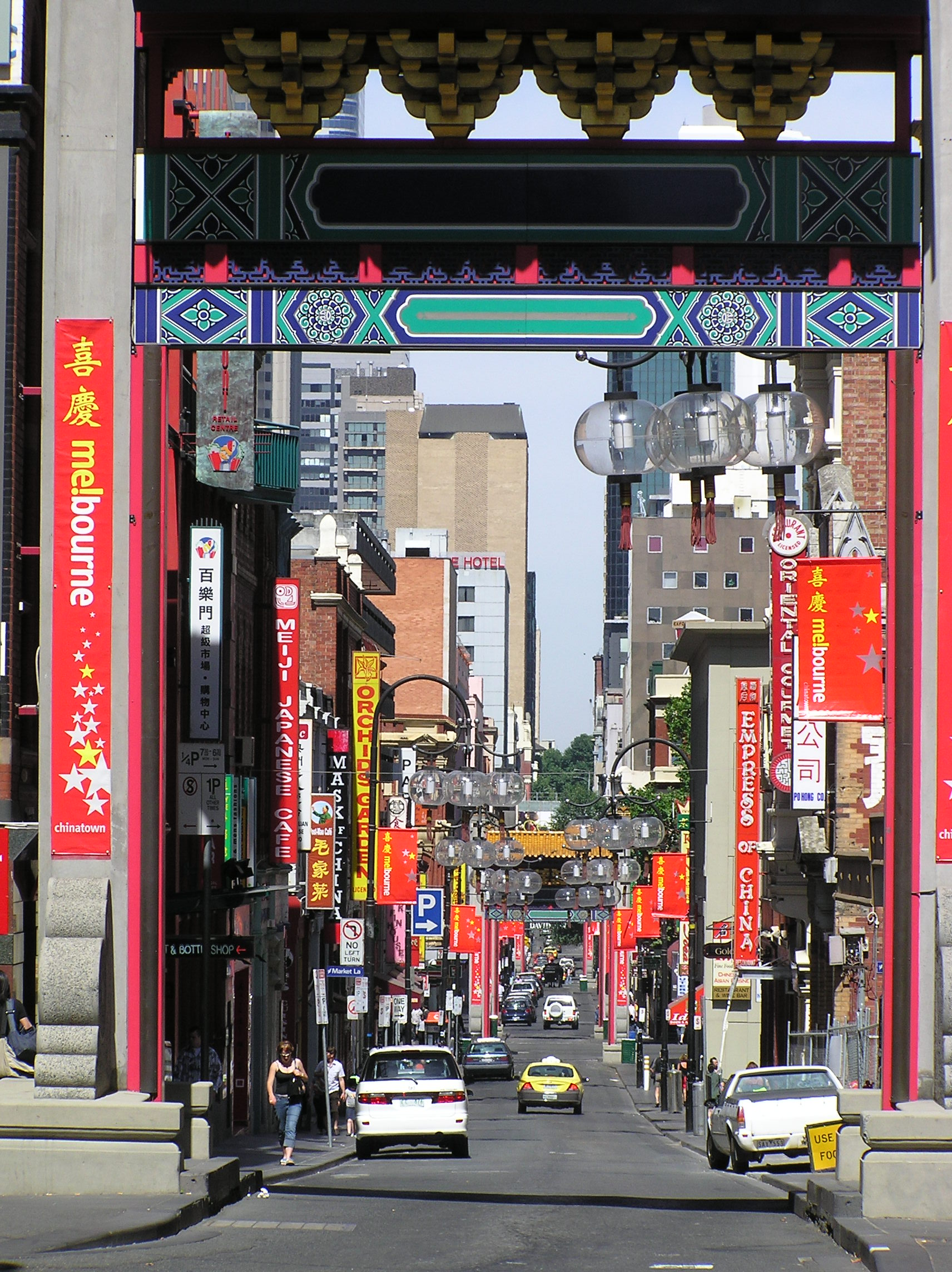
Мельбурнский чайна-таун, основанный в 1854 году, является не только одним из старейших в Австралии, но и во всём мире.

После окончания Второй мировой войны в Мельбурн хлынул поток эмигрантов из средиземноморских стран, в основном из Греции и Италии, а также из Турции и Кипра. Согласно переписи населения 2001 года, на территории Большого Мельбурна проживало 151 785 этнических греков. 47 % греческого населения Австралии проживает в Мельбурне. Город часто называют «самым большим греческим городом за пределами Греции».
Демографическая ситуация в Мельбурне характеризуется более или менее равномерным расселением представителей различных этнических групп по районам города, однако в некоторых из них представители определённых групп исторически имеют преимущество. Принято считать, что итальянцы проживают в Карлтоне и Брансуике, македонцы — в Томастауне, индусы и выходцы из Шри-Ланки — в юго-восточных районах, греки — в Оклей, Норткот и Хьюсдейле, вьетнамцы — в Ричмонде, Спрингвейл и Футскрей, мальтийцы — в Саншайн, сербы — в Сент-Албанс, турки — в Кобурге, ливанцы — в Броудмедоус, русские — в Карнеги, испанцы — в Фитцрой, представители Северной Африки — во Флемингтоне.
Число жителей Мельбурна, которые были рождены за пределами Австралии, составляет 34,8 % (средний показатель по стране — 23,1 %). Великобритания является родиной для 4,7 % жителей города, далее следуют Италия (2,4 %), Греция (1,9 %) и Китай (1,3 %).

### Религия
Перепись населения 2011 года показала, что 27,2 % населения Мельбурна католики, нерелигиозные — 23,5 %, англикане — 10,8 %, православные — 5,5 %, буддисты — 4,0 %, мусульмане — 2,3 %, иудаисты — 1,1 %. По статистике четыре из десяти евреев Австралии живут в Мельбурне. Город также является домом для наибольшего среди других австралийских городов количества людей, являющихся жертвами Холокоста.

### Плотность и рост населения
Несмотря на то, что общая демографическая ситуация в штате Виктория подвержена колебаниям, статистические службы Мельбурна отмечают постоянное увеличения числа жителей города примерно на 50 000 человек в год, начиная с 2003 года. Мельбурн в настоящее время является основным местом, куда стремятся новые иммигранты из-за рубежа, при этом обогнав по этому показателю Сидней. Кроме того, в настоящее время город растёт за счёт переселенцев из других крупных городов Австралии ввиду более доступных цен на жильё и относительно низкой стоимости жизни. В течение последних нескольких лет прирост населения в таких районах Мельбурна, как Мелтон, Виндхем и Кейси, был самым высоким среди местных муниципалитетов Австралии. Согласно прогнозам, если рост населения продолжится в Мельбурне теми же темпами, то город может снова стать крупнейшим в Австралии к 2028 году.
Плотность населения Мельбурна после Второй мировой войны начала снижаться благодаря освоению новых территорий под жилые районы, развитию сети общественного транспорта и увеличению парка личного автотранспорта. В эти года развитие города происходило в основном в восточном направлении. После многочисленных публичных обсуждений в 1980-х годах и экономического спада 1990-х годов было принято решение развивать город в западном направлении и одновременно увеличивать плотность населения в центральных районах.

## Городская структура и управление

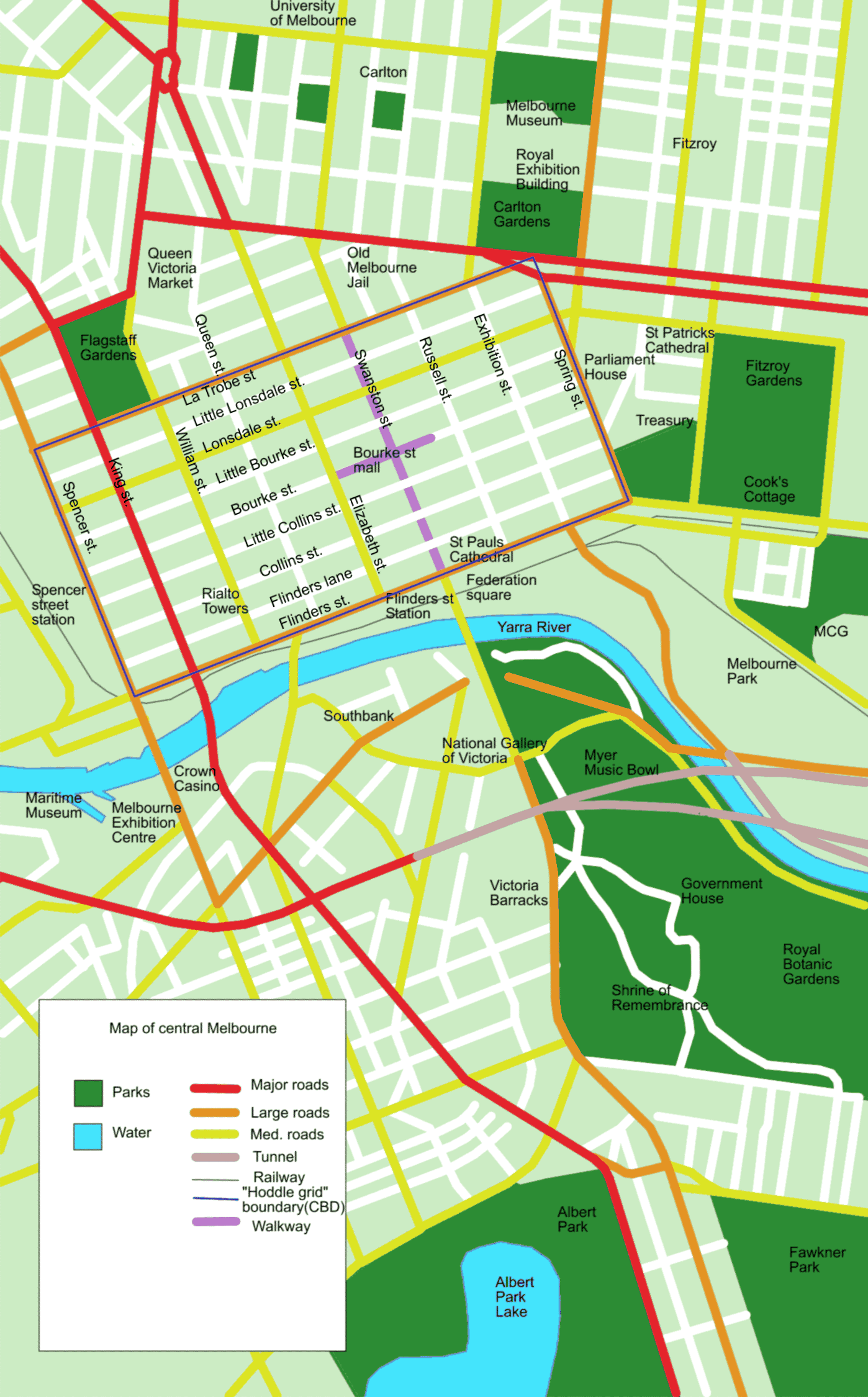
Карта центральных районов Мельбурна. На северном берегу Ярры хорошо виден правильный прямоугольник улиц, которые составляют План Ходдла

Мельбурн был основан на северном берегу реки Ярра в 1835 году на участке площадью 1,6 км на 0,8 км. Строительство в городе велось в соответствии с Планом Ходдла (англ. Hoddle Grid), разработанным Робертом Ходдлом, бывшим в то время землемером колонии. Все главные улицы центральной части Мельбурна до сих пор проходят в точном соответствии с этим планом. Центр города известен своими историческими улицами и пассажами, самые известные из которых Блок-Плейс и Ройял-Аркейд, на территории которых располагаются многочисленные магазины и кафе. Центральная часть изобилует многочисленными историческими и интересными в архитектурном отношении зданиями, такими как Королевский выставочный центр, здание парламента Виктории, Центральный зал Мельбурна. И хотя место, где началось строительство города, до сих пор считается центром, оно не является географическим центром из-за того, что в XX веке Мельбурн в основном рос в восточном направлении.
Мельбурн во многих отношениях можно назвать типичным австралийским городом, так как его развитие, особенно в XX веке, определялось развитием спальных районов, где могла бы осуществиться мечта каждой австралийской семьи о своём отдельном доме с небольшим участком земли. Большая часть метрополии Мельбурна характеризуется относительно низкой плотностью населения. Прокладка сети радиальных железных дорог и трамвайных путей способствовала именно такому развитию города, когда люди предпочитали селиться в районах с относительно низкой ценой на землю и вблизи так называемых «транспортных коридоров».
Благодаря огромному количеству парков, садов и бульваров Мельбурн очень часто называется «городом-садом», а штат Виктория известен как «Штат садов» ещё с XIX века. Большинство самых известных садов и парков расположено в непосредственной близости от центра города. В Мельбурне находятся пять из шести самых высоких зданий Австралии, самым высоким из которых на сегодняшний день является Башня Эврика.
Администрация Мельбурна управляет центральной частью города, которая включает в себя Центральный деловой район и некоторые прилегающие районы. Однако глава администрации, лорд-мэр Мельбурна, часто (особенно во время заграничных поездок) рассматривается в качестве представителя Большого Мельбурна, который включает в себя всю территорию метрополии. В 2006 году бывший тогда на посту лорда-мэра Мельбурна Джон Со был награждён престижной наградой «Мировой мэр».
Остальная часть территории Большого Мельбурна поделена на 30 местных муниципалитетов. Все они имеют статус городских администраций за исключением четырёх районов, которые имеют статус пригородных. Районные администрации образуют советы и отвечают за целый ряд функций (которые передаются им правительством штата Виктория согласно Закону о местном самоуправлении от 1989 года), такие как городское планирование и сбор мусора.
Большинство мероприятий, затрагивающих интересы всего города, проводятся правительством штата Виктория, которое заседает в здании Парламента штата Виктория, расположенном на улице Спринг-Стрит. В сферу ответственности правительства включены: общественный транспорт, главные дороги, управление движением транспорта, полиция, образование, планирование и управление городской инфраструктурой. В связи с тем, что две трети населения Виктории проживает в Мельбурне, правительство штата традиционно имеет большое влияние в городских делах. Такая ситуация не является уникальной для Австралии, так как во многих штатах правительства штатов управляют ещё бо́льшими метрополиями.

## Экономика
В Мельбурне расположен крупнейший в Австралии морской порт. Его ежегодный товарооборот составляет около AUD$ 75 миллиардов. Также на Мельбурнский морской порт приходится 39 % национального контейнерного оборота.
В Мельбурне располагается бо́льшая часть предприятий австралийской автомобильной промышленности, которую представляют сборочные заводы Форд и Тойота, а также завод по производству двигателей для автомобилей Холден. Город также является базой для многих других отраслей промышленности, и в то же время является крупнейшим финансовым и коммерческим центром.
Мельбурн — центр современных технологий. Отрасли, связанные с компьютерами или информационными технологиями, предоставляют рабочие места более чем 60 000 человек, что является третьим показателем по Австралии. Эта индустрия имеет оборот AUD$ 19,8 миллиардов, из которых AUD$ 615 миллионов идут на экспорт.
Мельбурн является крупнейшим центром банковской деятельности в Азиатско-Тихоокеанском регионе. Два из четырёх банков, входящим в «Большую чётверку» Австралии, NAB и ANZ, имеют штаб-квартиры в этом городе. Мельбурн занимает лидирующее место среди крупнейших городов Австралии по числу пенсионных фондов. В нём располагается самый крупный пенсионный фонд Австралии — Федеральный фонд будущего.
Туризм в настоящее время является одной из основных отраслей экономики Мельбурна. По данным 2004 года город посетило примерно 4,6 миллионов австралийских туристов и 1,88 миллиона туристов из-за рубежа. На истекший период 2008 года Мельбурн отобрал пальму первенства у Сиднея как основного туристского центра Австралии.
Мельбурн является городом, где базируются многие крупнейшие австралийские корпорации, включая пять, входящих в первую десятку (по общему обороту), а именно ANZ, BHP Billiton, National Australia Bank, Rio Tinto и Telstra. Здесь располагаются головные институты таких организаций как Деловой совет Австралии и Австралийский совет профессиональных союзов.
Мельбурн занимает 34 место в списке 50 крупнейших мировых финансовых центров согласно индексу мировых коммерческих центров Мастеркард и второе место в Австралии, уступая только Сиднею.
Город приобретает всё большее значение как центр международных собраний и конференций. В феврале 2006 года началось строительство крупнейшего конференц-центра на 5000 мест. Инвестиционная стоимость проекта оценивается в AUD$ 1 миллиард.
В 2014 году по оценке журнала The Economist Мельбурн занял шестое место среди самых дорогих городов мира и стал вторым после Сиднея самым дорогим городом Австралии.

## Транспорт

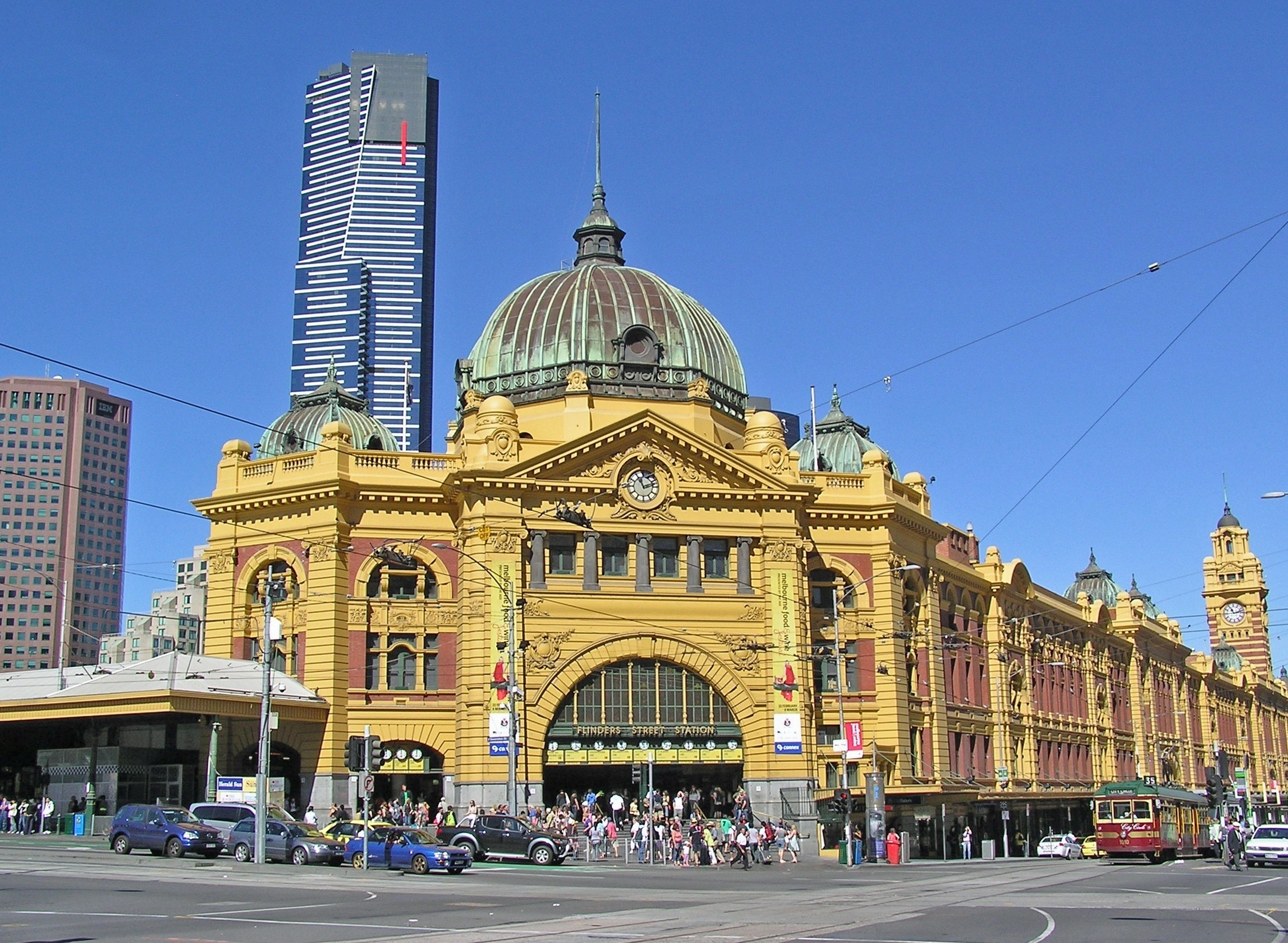
Железнодорожная станция Флиндерс-стрит Стейшн

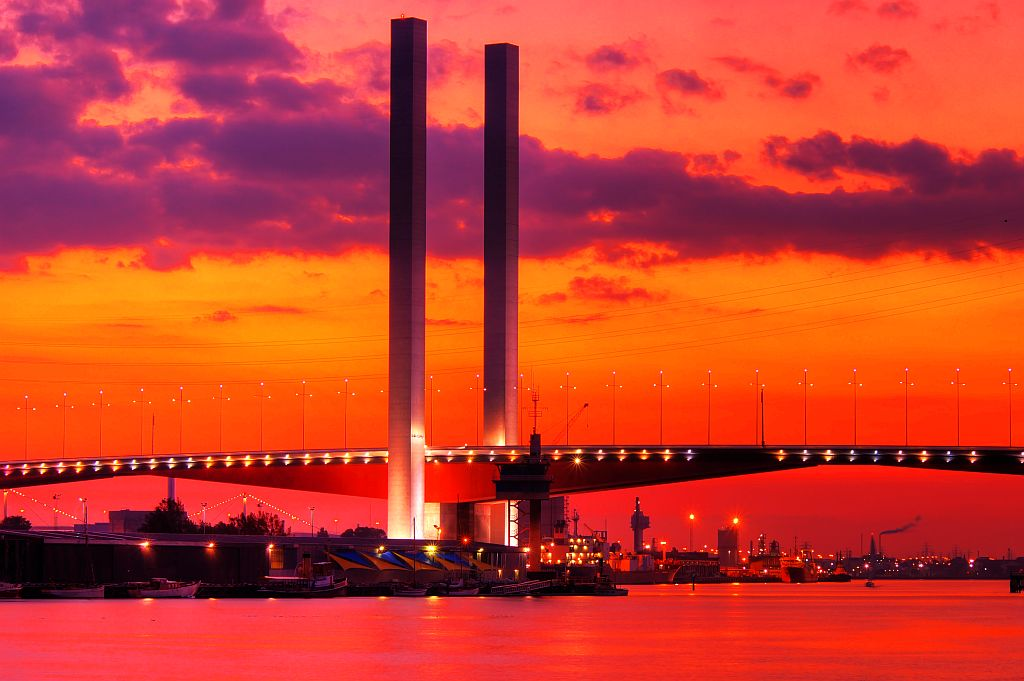
Мост Болт-Бридж, часть платной дороги Сити-Линк

Транспортная система Мельбурна берет своё начало во второй половине XIX-го века, когда трамваи и поезда были основными средствами общественного транспорта. С 1950-х годов в связи с резким увеличением количества частных автомобилей быстрыми темпами строились автодороги и шоссе. Эта тенденция сохранялась на протяжении последующих десятилетий, что привело к тому, что количество людей, постоянно пользовавшихся общественным транспортом, сократилось с 25 %, как это было в 1940-х годах, до 9 %. В 1999 году общественный транспорт в Мельбурне был приватизирован. В 1976 году на шоссе Мельбурна появились телефоны экстренной связи.
Трамвайная сеть в Мельбурне считается крупнейшей в мире. Трамвай в Мельбурне это не только средство передвижения, но также элемент культурного наследия и важная туристская достопримечательность. С 2015 года проезд на трамвае в центре города бесплатный. Существует также несколько вагонов трамвая-ресторана.
Сеть поездов местного сообщения в Мельбурне состоит из 17 линий. Все они представляют собой радиальные линии, за исключением частично подземной кольцевой участка, проходящего по Центральному деловому району города. Железные дороги в основном электрифицированы. Крупнейшим в городе является вокзал Флиндерс-Стрит Стейшн. В 1926 году этот вокзал считался крупнейшим в мире по количеству пассажиров. Железные дороги соединяют Мельбурн со многими городами внутри штата Виктория, а также с Сиднеем и Аделаидой. Поезда междугороднего сообщения отправляют со станции Саутерн-Кросс.
Автобусная сеть Мельбурна состоит из примерно 300 маршрутов, которые в основном обслуживают удалённые пригороды и заполняют промежутки между железнодорожными и трамвайными линиями.
Мельбурн характерен высокой степенью зависимости от личного транспорта: только 7,1 % населения пользуются общественным транспортом, однако за последнее время эта доля несколько возросла в основном из-за возросших цен на бензин. В Мельбурне насчитывается примерно 3,6 млн частных автомобилей и 22 320 километров дорог, что является одним из самых высоких показателей в мире в пересчёте на душу населения.
Мельбурнский порт является самым крупным морским портом Австралии. В 2007 году через порт было перевезено порядка 2 миллионов контейнеров за 12 месяцев, что поставило его на пятое место среди портов Южного полушария. Мельбурн является важнейшим круизным портом Австралии наряду с Сиднеем. Из города ходят регулярные паромы, соединяющие материковую Австралию и остров Тасмания.

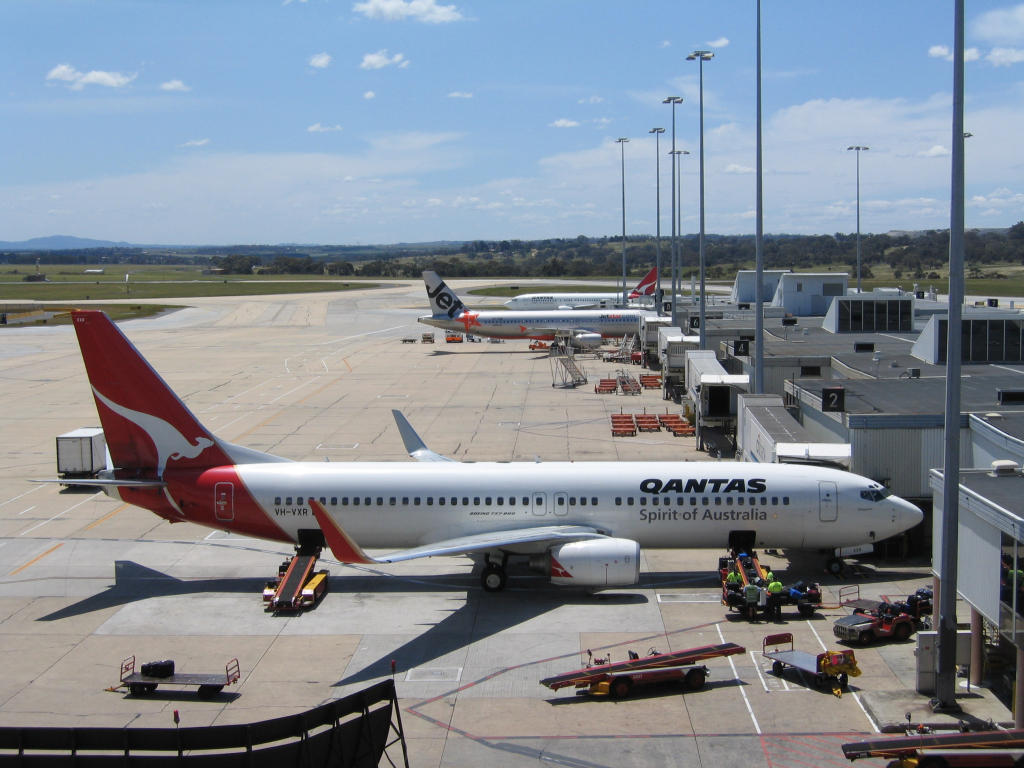
Самолёты авиакомпаний Qantas и JetStar возле пассажирского терминала Международного аэропорта Мельбурна

В Мельбурне имеется четыре аэропорта. Крупнейшим является Международный аэропорт Мельбурна, расположенный в Туллимарине. Аэропорт является местом базирования таких авиакомпаний, как Jetstar Airlines и Tiger Airwais Australia, грузовых авиакомпаний Australian Air Express и Toll Priority, а также крупным промежуточным центром для Qantas и Virgin Blue. Аэропорт Авалон располагается между Мельбурном и Джелонгом и является вторым по значению центром базирования для авиакомпании Jetstar. Разговоры о превращении аэропорта во второй мельбурнский международный аэропорт велись с 2008 года, но только в 2012 году правительство штата Виктория дало на это формальное согласие. Кроме того, этот аэропорт используется рядом авиакомпаний как транспортная и ремонтная базы. Аэропорт Мураббин, располагаясь в юго-восточной части города, является крупным центром малой авиации и, кроме того, принимает ограниченное количество коммерческих рейсов. Аэропорт Эссендон, который до окончания строительства аэропорта в Туллимарине был основным аэропортом Мельбурна, в настоящее время принимает коммерческие и транспортные рейсы, а также является крупным центром малой авиации.

## Образование и наука

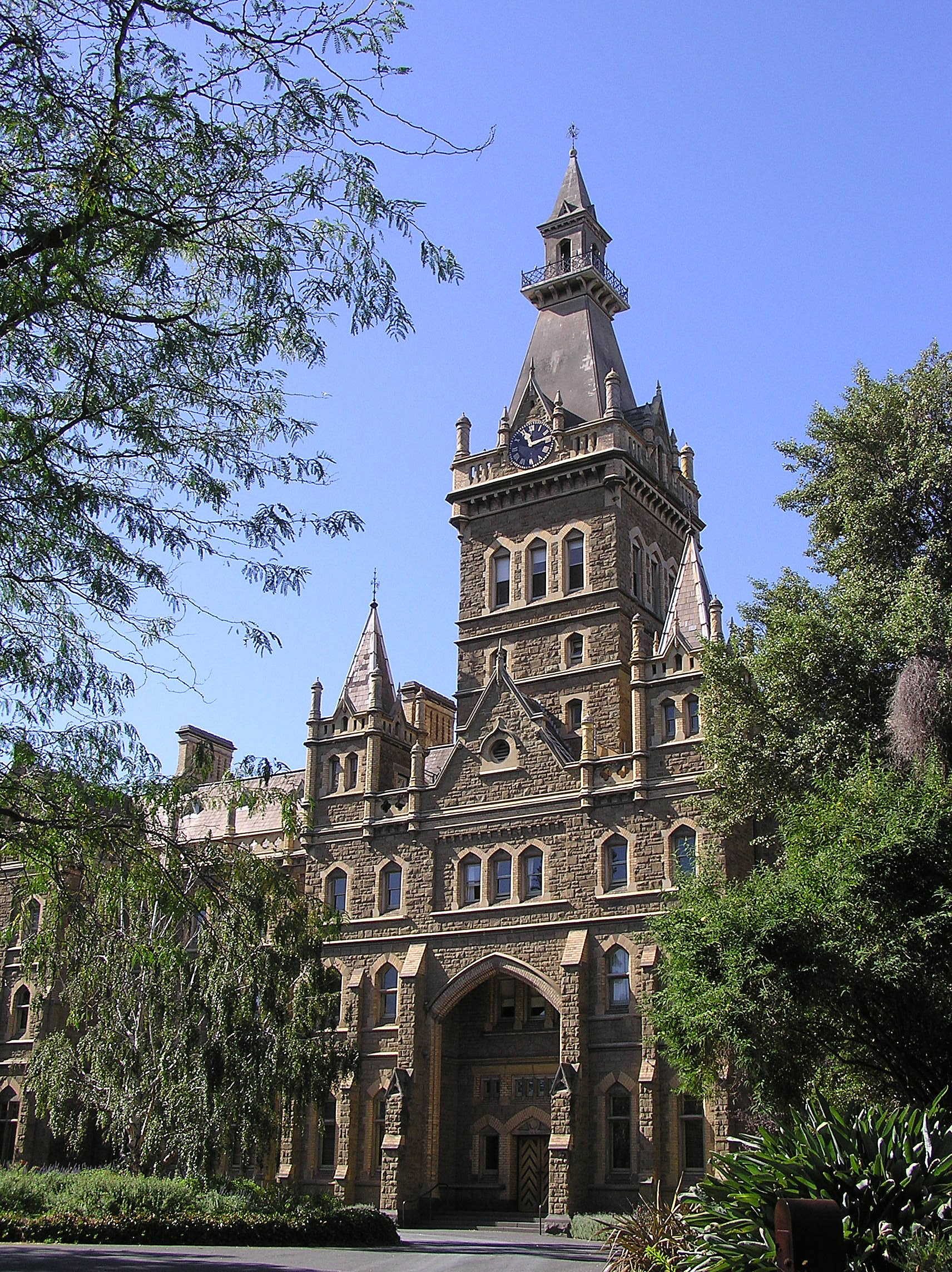
Орманд Колледж (1857), Университет Мельбурна

Система образования в Мельбурне, также как и во всём штате Виктория, находится под контролем Департамента образования и раннего развития ребёнка (DEECD). Эта организация выступает в качестве советника для двух министерств штата Виктория, вовлечённых в управление системой образования, а именно: Министерства образования и Министерства детей и раннего развития ребёнка.
Система образования построена по трёхступенчатой схеме: начальное образование (англ. primary school), среднее образование (англ. secondary schools или англ. secondary colleges) и высшее образование.
Школьное образование является обязательным для детей в возрасте от 6 до 15 лет. В государственных школах обучается до двух третей школьников, остальная часть приходится на долю частных школ. Образование в государственных школах до 12 лет бесплатно, но это не распространяется на иностранных студентов. Независимо от того, в какой школе проходит обучение, государственной или частной, по окончании образования студенты должны иметь определённый уровень знаний и подтвердить это, сдав единые экзамены.
Крупнейшими университетами Мельбурна и одновременно одними из крупнейших в Австралии являются Мельбурнский университет и Университет Монаша. В 2006 году Мельбурнский университет был назван вторым лучшим университетом Австралии. Кроме того, согласно исследованию Британского журнала The Times Higher Education Supplement Мельбурнский университет занимает 22-е место среди лучших учебных заведений мира, а Университет Монаша стоит в этом списке на 38 месте. В этом же исследовании Мельбурн назван четвёртым лучшим университетским городом планеты после Лондона, Бостона и Токио.
В Мельбурне расположены старейшие высшие учебные заведения Австралии, включая юридическую школу (1857), техническое (1860), медицинское училища (1862), зубоврачебную (1897), музыкальную школы (1891). Все они входят в состав Мельбурнского университета, который, таким образом, является старейшим высшим учебным заведением штата Виктория и вторым старейшим в Австралии.
Также в Мельбурне в начале 1990-х был создан Австралийский институт космических исследований.
Академический год обычно длится в Мельбурне, как и во всей Виктории, с конца января по середину декабря для начальных и средних школ, а также колледжей, и с конца февраля до конца ноября для университетов.
Важным событием был XVIII Международный ботанический конгресс, который прошёл в Мельбурне с 24 по 30 июля 2011 года. В его работе приняли участие более пяти тысяч учёных.

## Здравоохранение
В ведении правительства Виктории находится около 30 общественных больниц и госпиталей на территории Мельбурна, а также ещё 13 организаций, обеспечивающих медицинское обслуживание. Кроме того, в городе имеется большое количество частных клиник и госпиталей. Мельбурн является важнейшим центром медицинской науки в Австралии.

## Культура

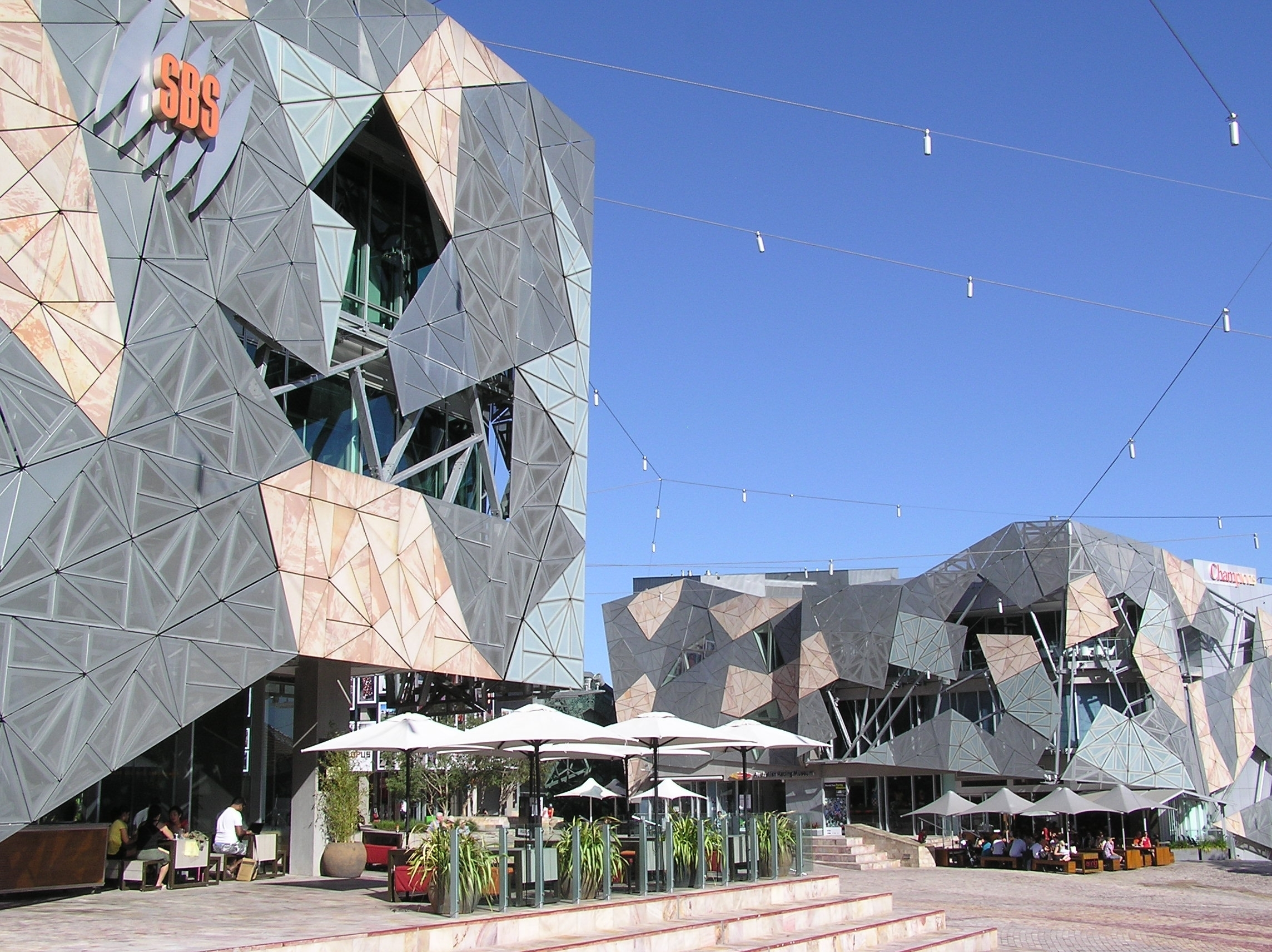
Комплекс зданий на площади Федерации — пример современной архитектуры

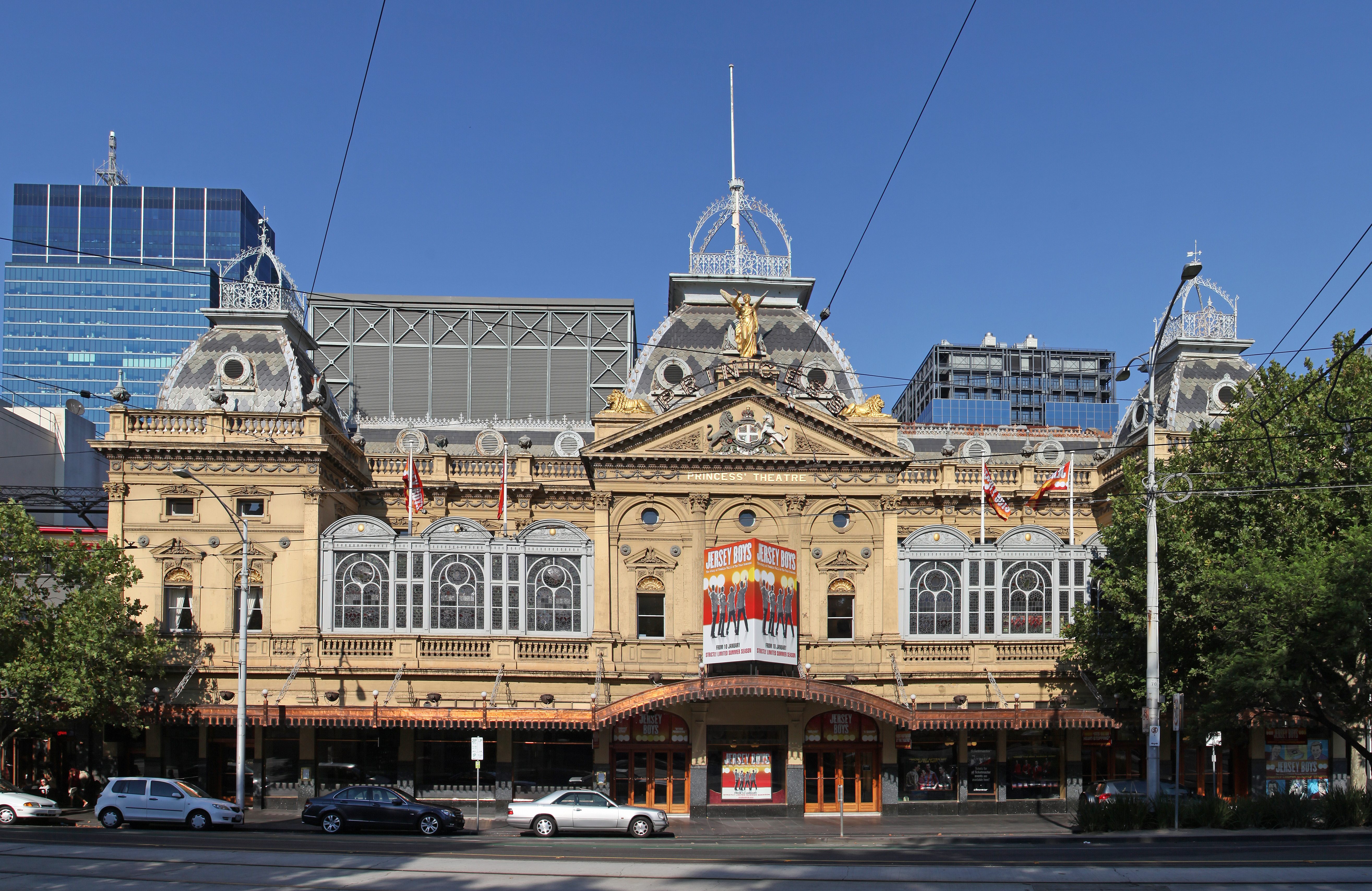
Здание театра Принцесс-Сиэте

Мельбурн — культурная и спортивная столица Австралии. В городе проводится большое количество ежегодных культурных мероприятий, здесь расположены многие крупнейшие австралийские музеи и выставки. Уникальна и местная архитектура.
Музыкальная культура имеет глубокие корни в городе. Многие известные австралийские музыканты являются выходцами из Мельбурна. В последние годы город приобрёл популярность в мире как один из основных центров стрит-арта. Этот вид современного городского искусства стал популярен в Мельбурне настолько, что это нашло отражение в путеводителях. Город считается одним из основных мировых центров викторианской архитектуры (1837—1901), в котором сохранилось большое количество зданий этого стиля. Архитектурный облик города также не мыслим без прекрасных образцов современной архитектуры, появившихся в Мельбурне начиная с середины XX века.
Театральная жизнь в Мельбурне очень разнообразна. Город является домом для Национального балета Австралии. Королевский мельбурнский филармонический оркестр был основан в городе в 1853 году и является старейшим профессиональным оркестром Австралии и единственным, носящим звание «Королевский». В Мельбурне расположено больше театров, чем в любом другом городе Австралии. Также город является основным центром австралийской моды.
Здесь ежегодно проходят фестивали моды, кино, музыки и т. д.

## Спорт

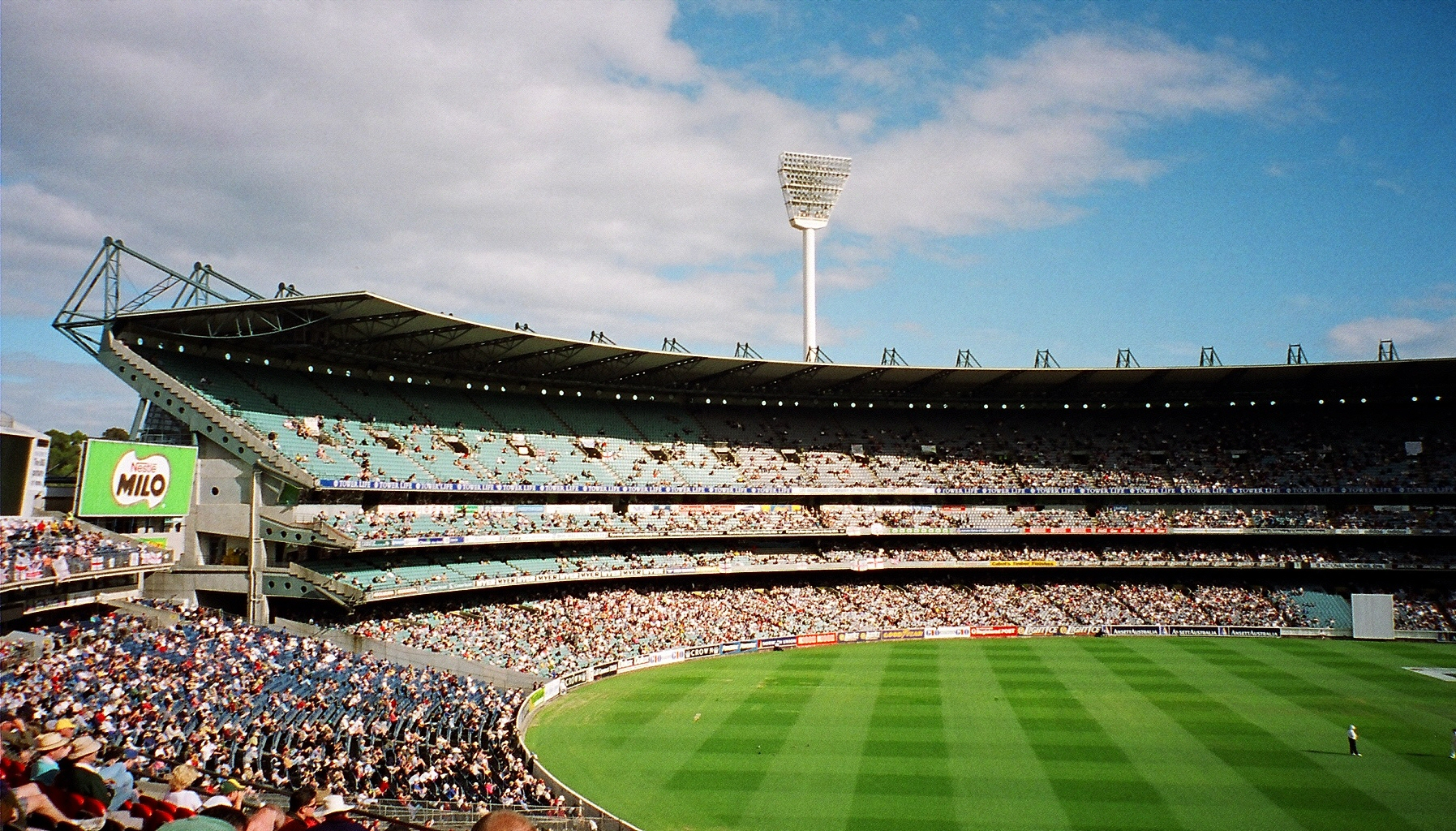
Мельбурнская Крикетная Площадка, одно из крупнейших спортивных сооружений города

Мельбурн широко известен как культурная и спортивная столица Австралии. Ежегодно в нём проходит большое количество национальных и международных спортивных соревнований. Наиболее значительными из них считаются:
- Открытый чемпионат Австралии (теннис), этот турнир является одним из этапов Большого шлема;
- Гран-при Австралии (Формула 1);
- Кубок Мельбурна (конные гонки);
- Финал сезона Австралийской футбольной лиги.

Кроме того, Мельбурн принимал у себя летние Олимпийские игры 1956 года и Игры Содружества 2006 года. В 2003 году в Мельбурне проходили игры Кубка мира по регби; в 2001 году Мельбурн стал первым городом в Южном полушарии, принимавшим у себя Чемпионат мира по поло. В 2007 году в городе состоялся мировой чемпионат по водным видам спорта, в начале 2008 года Мельбурн принял у себя Игры стран Азиатско-Тихоокеанского региона.
Мельбурн является родиной австралийского футбола (игры, соединяющей в себе элементы регби и футбола) — наиболее популярного вида спорта в Австралии по количеству зрителей, посещающих соревнования. В городе располагаются девять из шестнадцати команд, играющих в Австралийской футбольной лиге (АФЛ). Финал сезона АФЛ считается крупнейшим внутренним австралийским спортивным событием и проводится в городе в последнюю субботу сентября.
В Мельбурне имеется 29 спортивных сооружений, способных вместить на своих трибунах более 10 000 человек каждый. В 2000 году было завершено строительство крупнейшего в городе стадиона — «Телстра Дом», способного принять 56 000 человек. Этот стадион стал первым в мире спортивным сооружением, на котором можно проводить матчи по футболу и крикету под крышей.
В 2006 году лондонская исследовательская и консультативная компания Аркспорт назвала Мельбурн лучшим городом в мире для проведения спортивных соревнований. Это позволило считать Мельбурн неофициальной спортивной столицей мира.

## Средства массовой информации
Крупнейшими газетами Мельбурна являются Herald Sun, принадлежащая Руперту Мердоку, и The Age, принадлежащая компании Fairfax, а также вечерний таблоид mX, который также выпускает Мердок. Общенациональная газета The Australian выходит в Мельбурне в виде специального выпуска для Виктории. Эта газета также принадлежит Мердоку. Мердок Ньюс Групп выпускает несколько еженедельных журналов и владеет более 50 % акций Fairfax, таким образом, все ежедневные газеты, выходящие в Мельбурне, входят в империю Мердока. Самая крупная в Австралии муниципальная медиакомпания — Leader Newspapers — выпускает 33 местных еженедельных газеты, которые освещают проблемы районов и муниципалитетов Мельбурна.
В Мельбурне выходят в эфир 29 цифровых телеканалов (аналоговое телевидение было полностью отключено 31 декабря 2013 года по всей территории Австралии). Большинство телеканалов выходит с логотипом коммерческих (Seven, Nine и Ten) и спонсируемых государством (ABC, SBS) сетей. Также существует муниципальный канал C31.
В Мельбурне вещают большое количество радиостанций (наиболее известные: 3MBS, Triple J, Fox FM, 3AW, SEN 1116), которые в основном принадлежат трём основным сетям города: DMG Radio Australia, Austereo и Southern Cross Broadcasting.

## Туризм
Туризм является важнейшей составляющей экономики Мельбурна. По данным на 2004 год город в этом году посетило 7,6 миллионов австралийских туристов и 1,88 миллионов туристов из-за рубежа. Благодаря проведению в городе большого количества спортивных соревнований международного уровня здесь широко распространён спортивный туризм. Среди туристов, посещающих город, значительную часть составляют молодые люди, путешествующие как бэкпекеры. В 2008 году Мельбурн впервые обогнал Сидней по такому показателю, как количество денег, потраченное в городе австралийскими туристами.
30 января 2019 года информационный портал Travel and Leisure опубликовал рейтинг наиболее романтичных городов мира. В ходе исследования анализировалось количество людей, стремящихся сделать предложение руки и сердца либо вступить в брак на территории определённого города. Так же анализировалась сексуальная активность жителей и наличие благоприятных условий для ЛГБТ-знакомств. По результатам исследования Мельбурн занял десятое место в данном рейтинге.

### Основные достопримечательности

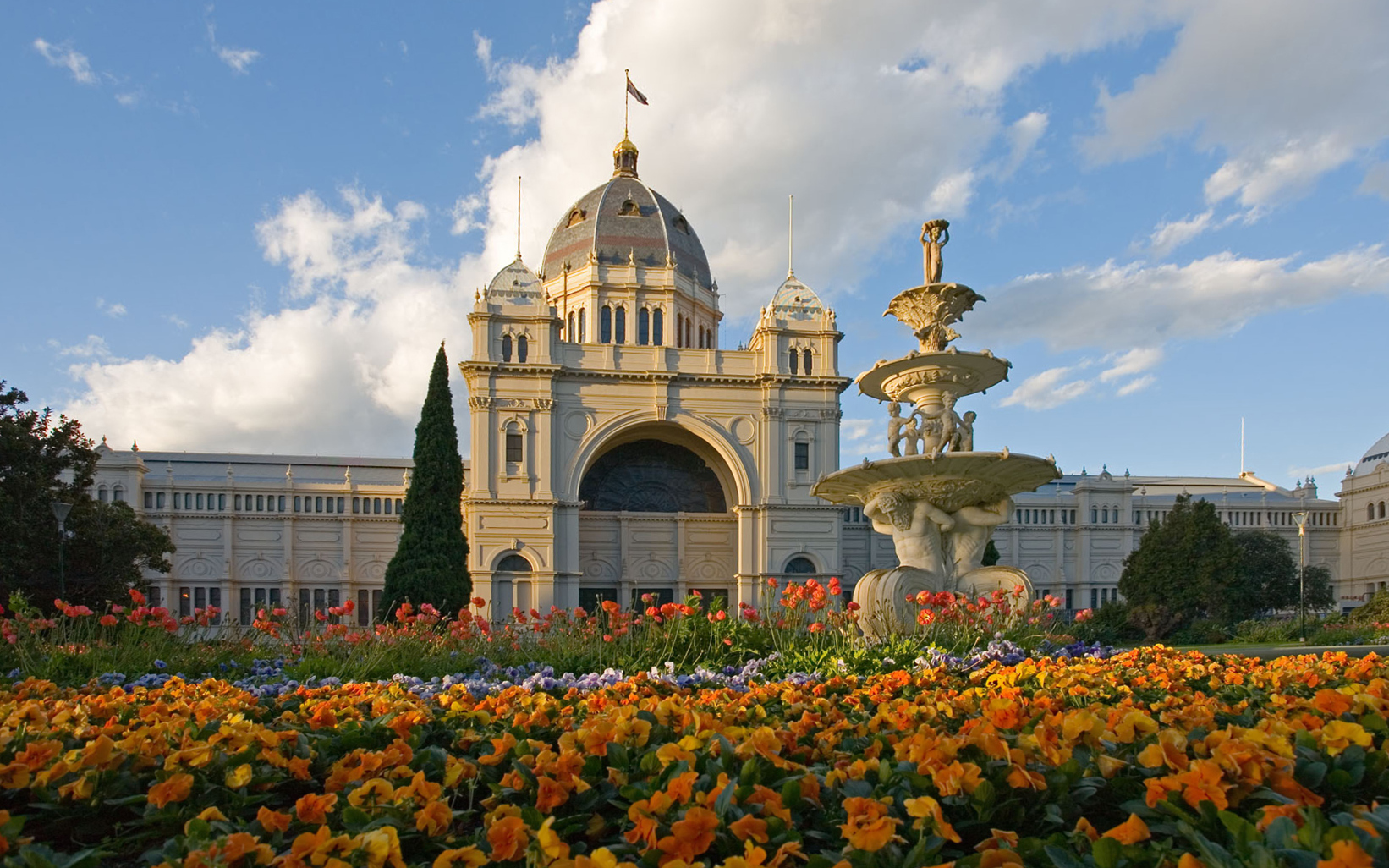
Королевский выставочный центр

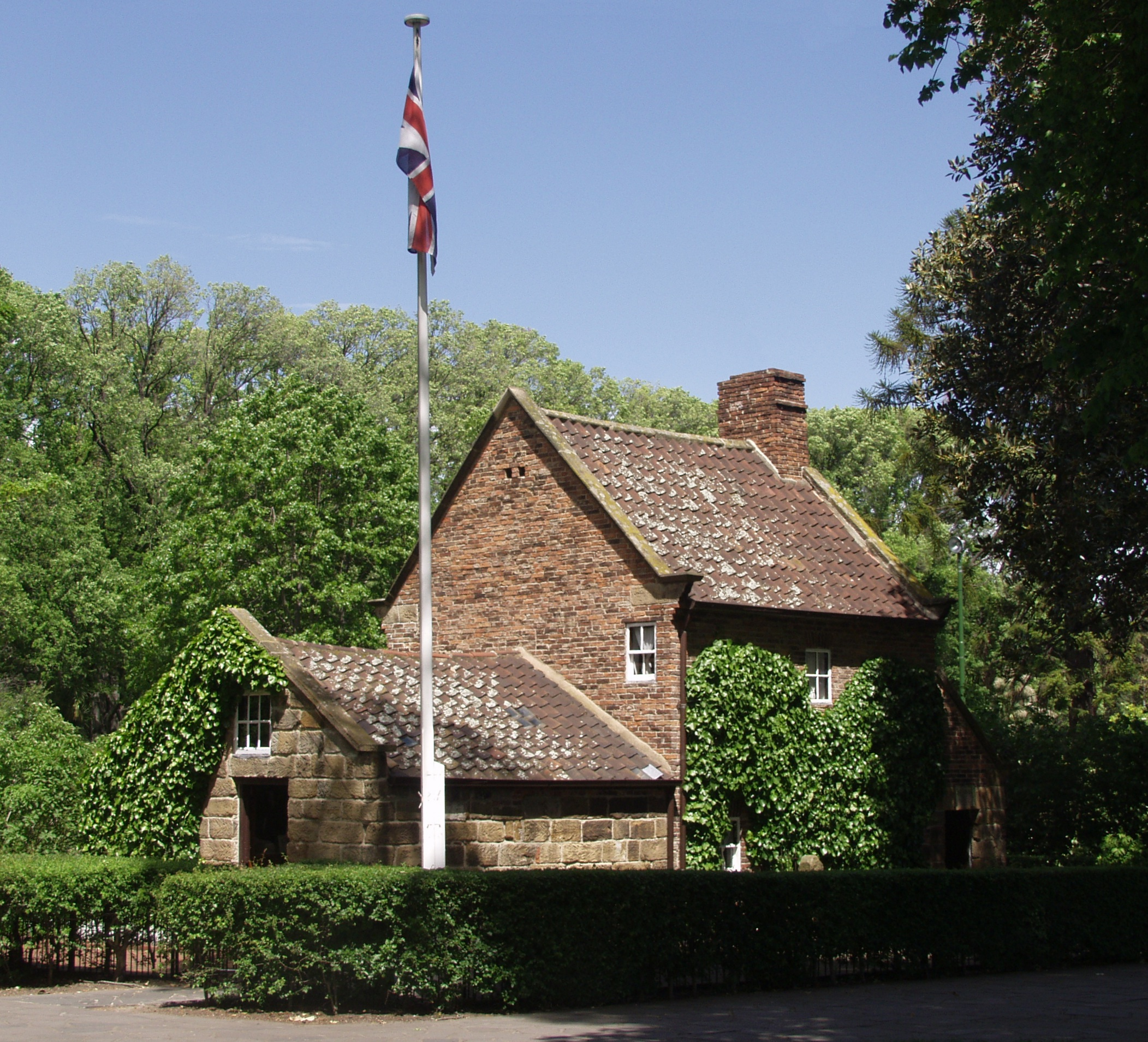
Коттедж капитана Джеймса Кука

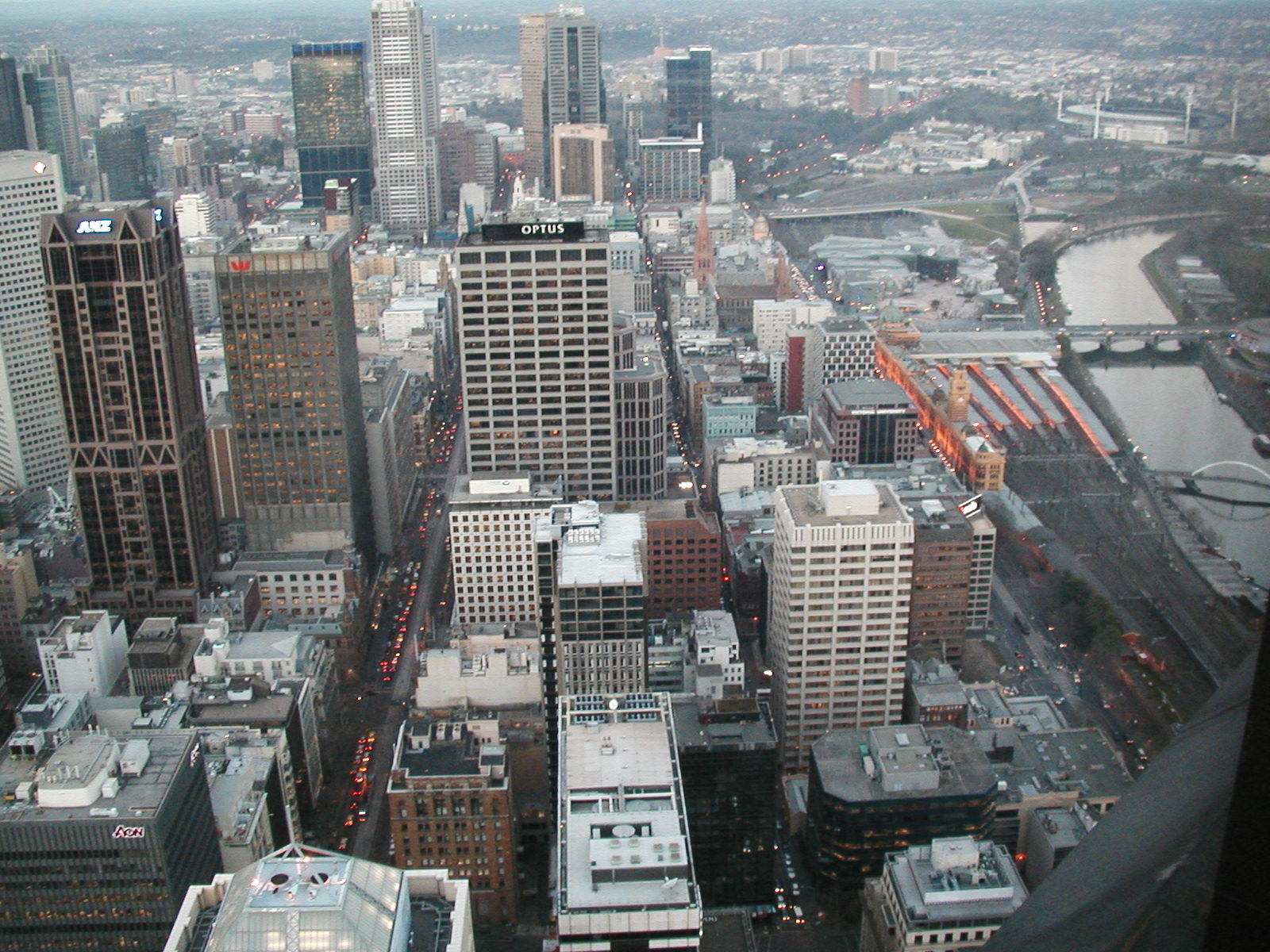
Вид на центр города с Rialto Towers, смотровая площадка

- Государственная библиотека Виктории — одна из крупнейших библиотек в Австралии. Здание библиотеки представляет собой выдающийся пример колониального классицизма. Является не только книжным хранилищем, но одновременно важным очагом культурной жизни города. Здесь проходят многие выставки, конференции, встречи с писателями.
- Здание вокзала Флиндерс-Стрит Стейшн — располагаясь в самом центре города, здание вокзала является своеобразной визитной карточкой города. Его изображение можно увидеть на многочисленных плакатах, открытках и значках, посвящённых Мельбурну. Вокзал является старейшей железнодорожной станцией в Австралии, в настоящее время считается памятником архитектуры и находится под охраной правительства Виктории.
- Здание Парламента Виктории — один из выдающихся образцов гражданской архитектуры не только в Австралии, но и в мире. В этом здании в период с 1901 по 1927 годы располагался Федеральный Парламент Австралии.
- Королевский выставочный центр — здание располагается в парке Карлтон-Гарден, построено в 1880 году. Прекрасный пример Викторианской архитектуры. Здание первым в Австралии получило статус Всемирного Наследия ЮНЕСКО. В этом здании проходило первое заседание Австралийского парламента 9 мая 1901 года, на котором была провозглашена независимость Австралии.
- Коттедж капитана Джеймса Кука — небольшой каменный коттедж, принадлежавший в прошлом семье капитана Джеймса Кука, перенесён в Мельбурн из Англии в первой половине XX-го века. Это здание является национальной святыней Австралии и важнейшей туристической достопримечательностью города.
- Краун Казино — крупнейшее казино и развлекательный комплекс, расположенный на южном берегу реки Ярра. «Корона» является одной из «визитных карточек» и основных туристических достопримечательностей города.
- Мельбурнский аквариум — расположен в самом центре города, на берегу реки Ярра. Обладает интересной коллекцией морской и речной жизни Австралии, а также прилегающих частей мирового океана.
- Мельбурнский музей — крупнейший музей в Южном полушарии. Экспозиции музея посвящены истории Австралии, штата Виктория и непосредственно города Мельбурн. Здание музея представляет собой интересный экземпляр современной архитектуры. Помимо музейных экспозиций, в здании расположены зрительный зал, театр, кинотеатр IMAX.
- Монумент памяти — один из крупнейших в Австралии памятников воинам, участникам всех военных конфликтов, в которых принимала участие страна. В качестве идеи проекта основного здания использован легендарный Мавзолей в Галикарнасе, одно из семи чудес света.
- Музей иммиграции — достаточно новый музей, посвященный истории иммигрантов, приехавших в Австралию со всех концов света.
- Michaels World-Famous Camera Museum — музей, посвященный истории фотографии[79]
- Набережная Ярры
- Национальная галерея Виктории — старейшая и самая крупная художественная галерея в Австралии.
- Площадь Федерации — одно из основных мест общественных собраний и мероприятий в центральной части города. Знаменита своей современной и во многом противоречивой архитектурой. Здесь располагаются многочисленные выставочные помещения, центр кинематографии, рестораны, кафе, бары. Большое открытое пространство площади связывает между собой центральную часть Мельбурна, набережную Ярры и прилегающие парки.
- Риалто Тауэр — одно из самых высоких зданий в городе и в Австралии. На 55 этаже здания, на высоте 234 метра, на месте бывшей смотровой площадки располагается ресторан Vue De Monde.
- Рынок королевы Виктории — старейший рынок, расположенный в непосредственной близости от центра города. Наряду с чисто коммерческим значением, имеет важное историческое и туристское значение. Является одним из самых посещаемых мест города.
- Собор Святого Павла — главный англиканский собор Мельбурна. Находится в самом центре города, образуя архитектурную ось центральной части Мельбурна. Знаменит своим органом и самым высоким шпилем, среди англиканских церквей, за пределами Англии.
- Собор Святого Патрика — крупнейший католический собор в городе. Представляет собой выдающийся пример неоготического стиля. Собор является крупнейшим церковным сооружением, построенным в мире в XIX веке.
- Центр искусств Мельбурна
- Башня Эврика — самый высокий небоскрёб Мельбурна и один из высочайших на австралийском континенте. На 88 этаже здания на высоте 297 метров расположена смотровая площадка.

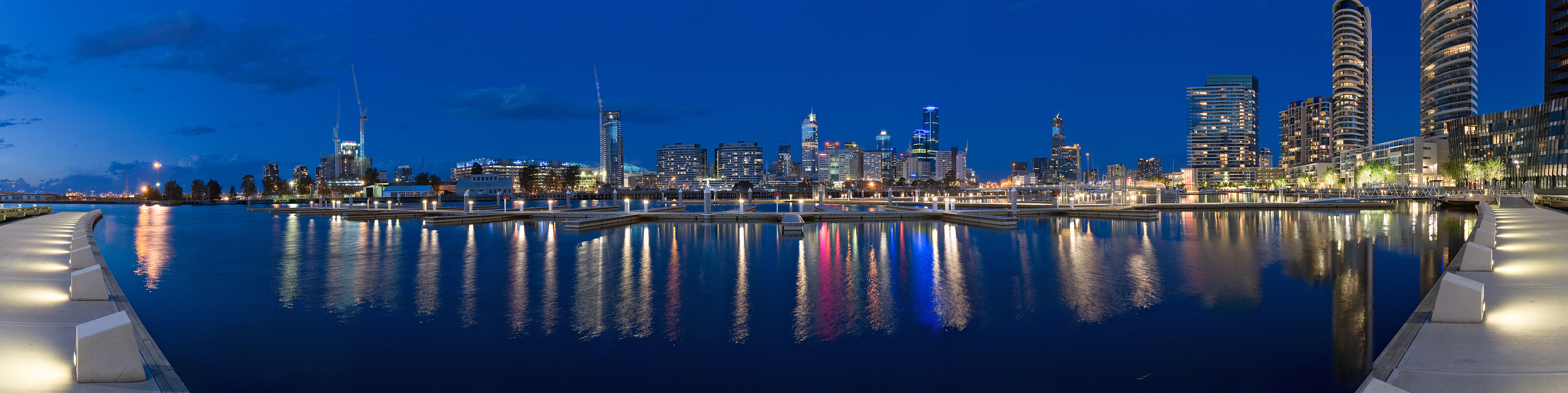
Вид на ночной Мельбурн со стороны нового района Доклендс

## Города-побратимы
Мельбурн имеет пять городов-побратимов:
- Осака, Япония, 1978
- Тяньцзинь, Китай, 1980
- Салоники, Греция, 1984
- Бостон, США, 1985
- Милан, Италия, 2004

Кроме того, некоторые администрации городских районов установили отношения с другими зарубежными городами на уровне городов-побратимов.